# Résolution Vandenberg
La résolution Vandenberg (11 juin 1948) permet au gouvernement des États-Unis de conclure des alliances militaires (comme la concrétisation de la charte de Bogota (1948) qui crée l'OEA, chargée de la sécurité du continent américain tout entier, la création de l'OTAN en avril 1949, le traité d'alliance militaire entre les États-Unis et le Japon, ou encore l'OTASE en 1954, sous le leadership américain) en temps de paix. Elle doit son nom au sénateur républicain Arthur H. Vandenberg. Elle marque une étape importante dans l’intégration des États-Unis dans le système de défense occidental.
Elle donne à tout gouvernement voulant combattre le communisme le droit à une aide américaine (économique ou militaire). Elle est en lien avec la doctrine Truman.